# Лінт
Лінт (нім. Linth) — річка в Швейцарії, яка починається від злиття Зандбах та Ліммеренбах поблизу перевалу Кляузен над Лінталь в горах Гларуса, массив Теді. Річка тече на північ до озера Валензее. Потім вона продовжує текти до Цюрихського озера через канал. На виході з Цюрихського озера вона міняє назву на Ліммат.